# Hitachi Ladies Classic
De Hitachi Ladies Classic is een jaarlijks golftoernooi in Taiwan, dat deel uitmaakt van de Taiwan LPGA Tour. Het maakte ook deel uit van de Ladies Asian Golf Tour, van 2011-2014. Het werd opgericht in 2009 en vindt sindsdien telkens plaats op de Orient Golf & Country Club in Taoyuan.
Van 2009 tot 2010 stond het toernooi alleen op de kalender van de Taiwan LPGA Tour. Sinds 2011 staat het ook op de kalender van de Ladies Asian Golf Tour. Het wordt gespeeld in drie ronden (54-holes) en na de tweede ronde wordt de cut toegepast.

## Winnaressen
| Jaar | Winnares                    | Score | Score | Info                                                     |
| ---- | --------------------------- | ----- | ----- | -------------------------------------------------------- |
| 2009 | Kuniko Maeda po             | 219   | +3    | Won de play-off van Yang Hongmei en Titiya Plucksataporn |
| 2010 | Miki Saiki po               | 215   | –1    | Won de play-off van Hong Qin Hui                         |
| 2011 | Pornanong Phatlum           | 211   | –5    | [ 3 ]                                                    |
| 2012 | Teresa Lu                   | 212   | –4    | [ 4 ]                                                    |
| 2013 | Pornanong Phatlum           | 210   | –6    | [ 5 ]                                                    |
| 2014 | Pornanong Phatlum           | 208   | –8    | [ 6 ]                                                    |
| 2015 | Pornanong Phatlum           | 214   | –2    | [ 7 ]                                                    |
| 2016 | Kanphanitnan Muangkhumaskul | 206   | –10   | [ 8 ]                                                    |

| Toernooirecord |  | po = winnaar na play-off |